# Coquiltéel 1ra. Sección
Coquiltéel 1ra. Sección är en ort i Mexiko.   Den ligger i kommunen Chilón och delstaten Chiapas, i den sydöstra delen av landet, 800 km öster om huvudstaden Mexico City. Coquiltéel 1ra. Sección ligger 915 meter över havet och antalet invånare är 314.
Terrängen runt Coquiltéel 1ra. Sección är kuperad österut, men västerut är den bergig. Runt Coquiltéel 1ra. Sección är det ganska tätbefolkat, med 54 invånare per kvadratkilometer. Närmaste större samhälle är Yajalón, 17,3 km väster om Coquiltéel 1ra. Sección. I omgivningarna runt Coquiltéel 1ra. Sección växer i huvudsak städsegrön lövskog.